# A Master Builder
A Master Builder is een Amerikaanse dramafilm uit 2013, geregisseerd door Jonathan Demme. De film is gebaseerd op het toneelstuk Bygmester Solness uit 1892 van Henrik Ibsen, met in de hoofdrol Wallace Shawn, Julie Hagerty en Andre Gregory. De film is een productie van het toneelstuk van Ibsen over de relatie tussen een ouder wordende architect en een jongere vrouw. Het toneelstuk ging oorspronkelijk in première in 1893.

## Rolverdeling
| Acteur        | Personage       |
| ------------- | --------------- |
| Wallace Shawn | Halvard Solness |
| Julie Hagerty | Aline Solness   |
| Andre Gregory | Knut Brovik     |
| Lisa Joyce    | Hilde Wangel    |
| Larry Pine    | Dr. Herdal      |

## Release en ontvangst
A Master Builder ging in première op 11 november 2013 op het Internationaal filmfestival van Rome onder de titel Fear of Falling (werk titel). Op Rotten Tomatoes heeft A Master Builder een waarde van 82% en een gemiddelde score van 6,90/10, gebaseerd op 33 recensies. Op Metacritic heeft de film een gemiddelde score van 67/100, gebaseerd op 17 recensies. Stephen Holden van The New York Times schreef dat Shawn "verraderlijke goochelarij gebruikt om morele punten te scoren". Jordan Mintzer van The Hollywood Reporter schreef: "Wallace Shawn schittert in dit goed geacteerde stuk gefilmd theater".

## Prijzen en nominaties
| Jaar | Prijs                                | Categorie                | Genomineerde(n) | Uitslag     |
| ---- | ------------------------------------ | ------------------------ | --------------- | ----------- |
| 2013 | Internationaal filmfestival van Rome | CinemaXXI Award          | Jonathan Demme  | Genomineerd |
| 2014 | Film by the Sea                      | Film en Literatuur Award | Jonathan Demme  | Genomineerd |